# Manuel Modesto Gallegos
Manuel Modesto Gallegos (Maracay, Venezuela, 24 de febrero de 1849 - Caracas, Venezuela, 18 de julio de 1926) fue un militar y político venezolano que apoyó el gobierno guzmancista. Fue ministro de la Corte Suprema y consejero de gobierno del Gran Estado Guzmán Blanco en 1881.

## Vida
Fue hijo de José Manuel Gallegos y de Gregoria Dorta. En 1874, inicia su carrera militar durante las campañas de Coro y Barquisimeto contra el alzamiento de León Colina, allí ejerce las funciones de capitán y ayudante de campo de Antonio Guzmán Blanco. En 1879 fue secretario del jefe civil y militar del departamento Maracay; más tarde ese mismo año es nombrado como subsecretario del jefe civil y militar del estado Aragua. Al año siguiente, es nombrado como prefecto de Turmero.
En 1884 asume como director dentro del Ministerio de Hacienda y se convierte en gobernador del Territorio Federal Delta entre julio y septiembre de ese año con el fin de ponerle fin a un levantamiento que hubo contra el presidente del estado Bolívar, el general Bermúdez Grau por parte del general Juan Carlos Loreto. En 1892, Gallegos cumple funciones como auditor de guerra y delegado nacional del Gran Estado Zamora y diputado por el mismo estado ante la Asamblea Constituyente de 1893, años después, en 1898 asumió la presidencia de ese estado.
En 1899 fue jefe civil y militar del estado Caracas y presidente provisional del estado Miranda. Durante el gobierno del presidente Cipriano Castro ejerce como fiscal nacional del Banco de Venezuela (1904). Para el año de 1919 había logrado ascender al grado de general en jefe y a partir de allí se retira de la vida pública. Poco antes de su muerte publica Anales contemporáneos un compendio de sus memorias de vida.